# 007 First Light
007 First Light é um futuro jogo eletrônico de ação-aventura, desenvolvido e publicado pela IO Interactive. O jogo faz parte da franquia James Bond e está previsto para ser lançado em 2026 para Nintendo Switch 2, PlayStation 5, Windows e Xbox Series X/S.
Após o lançamento de 007 Legends em outubro de 2012, a publicadora Activision teve sua licença não exclusiva para produzir jogos eletrônicos da franquia James Bond revogada pela Metro-Goldwyn-Mayer (MGM) e pela Eon Productions, resultando em um hiato prolongado de novos jogos baseados na série.
Em novembro de 2020, a MGM, a Eon Productions e a IO Interactive anunciaram o desenvolvimento de um novo jogo da franquia James Bond. O título entrou em produção completa na IO Interactive após a conclusão de Hitman 3 (2021), e foi revelado oficialmente em junho de 2025.
007 First Light está programado para ser lançado em 2026 para Nintendo Switch 2, PlayStation 5, Windows e Xbox Series X/S.

## Enredo

### Ambientação e personagens
007 First Light apresentará uma narrativa original inspirada nos romances e contos de Ian Fleming, bem como na duradoura franquia cinematográfica estrelada pelo personagem. Descrito como uma história de origem para o personagem, o jogo acompanhará um James Bond jovem e inexperiente, um agente do MI6 que é incumbido de uma missão cujo sucesso lhe garantirá o status 00.

## Desenvolvimento
007 First Light é o primeiro grande jogo da franquia James Bond após o fracasso comercial e de crítica de 007 Legends (2012), que resultou na revogação da licença não exclusiva da publicadora Activision para produzir jogos baseados na propriedade intelectual da franquia. A licença foi retirada em janeiro de 2013 por Eon Productions e Metro-Goldwyn-Mayer (MGM).
A desenvolvedora da série Hitman, a IO Interactive, reuniu-se com a Eon Productions para apresentar sua própria visão de um jogo da franquia James Bond, enquanto ainda trabalhava em Hitman 3 (2021). Segundo o presidente da empresa, Hakan Abrak, o estúdio teve a impressão de que "[a Eon] não estava procurando por um jogo", devido à insatisfação com o estilo de ação exagerada dos últimos jogos da franquia lançados para consoles sob a licença da Activision. O diretor criativo da IO Interactive, Christian Elverdam, afirmou que um dos pontos centrais da proposta apresentada à Eon foi o afastamento da dependência de armas para completar missões, destacando o trabalho realizado em Hitman como um exemplo de jogabilidade onde soluções violentas são desencorajadas. Isso convenceu a Eon de que havia uma "sofisticação" na abordagem da IO ao gênero de espionagem.
A desenvolvedora também enfatizou o interesse em criar uma interpretação original de James Bond, desvinculada das representações anteriores da literatura e do cinema. O objetivo era aplicar o mesmo cuidado narrativo que utilizam em suas propriedades intelectuais originais. Isso inclui a aparência de James Bond, que não será baseada em nenhum dos atores que já interpretaram o personagem nos cinemas — algo inédito desde James Bond 007: Agent Under Fire (2001).
Elverdam também destacou o entusiasmo de poder criar uma versão de James Bond concebida exclusivamente para os videogames, livre das expectativas relacionadas às versões já existentes do personagem. Segundo ele, isso permitiria apresentar uma interpretação que os jogadores poderiam considerar "sua própria". Ele também relembrou uma visita da equipe de desenvolvimento aos Pinewood Studios durante a produção de No Time to Die (2021), que reforçou o peso e a responsabilidade de trabalhar com a licença da franquia. De acordo com Abrak, a ideia de retratar a origem de James Bond e sua jornada para obter a licença para matar — um evento que só havia sido mostrado brevemente na abertura do filme Cassino Royale (2006), com Daniel Craig — foi bem recebida tanto pela IO Interactive quanto pela Eon. Ambas as partes estavam abertas à proposta de uma narrativa totalmente inédita e independente, ao invés de uma simples adaptação de um enredo já existente nos filmes.

## Lançamento
A IO Interactive realizou uma transmissão ao vivo em 19 de novembro de 2020 para anunciar seu próximo jogo após o então iminente Hitman 3 (2021), que terminou com a revelação de Project 007, um novo jogo da franquia James Bond com uma história original, desenvolvido e publicado pela IOI em colaboração com a Metro-Goldwyn-Mayer e a Eon Productions. O anúncio coincidiu com o início oficial do desenvolvimento nos estúdios da IOI na Dinamarca e Suécia. O jogo está sendo desenvolvido com a Glacier Engine para “sistemas e plataformas modernas”. Em fevereiro de 2025, o Amazon MGM Studios assumiu as funções de supervisão do título após adquirir os direitos criativos e de produção da franquia James Bond da Eon e dos antigos produtores da série cinematográfica, Michael G. Wilson e Barbara Broccoli. Com isso, tornou-se o primeiro jogo da franquia a ser lançado após a saída da Eon da série.
O jogo foi confirmado para o Nintendo Switch 2 durante a edição de abril de 2025 do Nintendo Direct. O título foi oficialmente revelado como 007 First Light em 2 de junho de 2025, com o primeiro trailer apresentado durante o State of Play da Sony Interactive Entertainment em 4 de junho, e uma apresentação mais detalhada programada para o evento digital IOI Showcase em 6 de junho.

## Futuro
O CEO da IO Interactive, Hakan Abrak, declarou em entrevista à IGN que deseja que 007 First Light dê início a uma possível trilogia de jogos eletrônicos baseados na franquia James Bond. Segundo ele, a decisão de criar uma nova versão mais jovem do personagem foi pensada para que o público gamer possa “se identificar e crescer junto com ele”. Abrak já havia manifestado anteriormente o desejo de desenvolver a narrativa do personagem ao longo de "vários" jogos, de forma semelhante à trilogia Hitman: World of Assassination (2016–2021). Ele afirmou que essa ambição foi o que motivou o estúdio a buscar um acordo de licenciamento com os detentores da franquia, após recusar propostas para adaptar outras propriedades intelectuais ao longo dos anos.